# Jordan Nemorarij
Jordan Nemorarij (latinsko Jordanus Nemorarius ali latinsko Jordanus de Nemore), nemški, fizik, matematik in astronom, * okoli 1170, † 1237
Nemorarij je v svojih delih  Demonstratio de algorismo in De Numeris datis prvi dosledno uporabljal algebrske simbole za poljubna števila, ki so nastopala v računskih operacijah. Pisal je vsaj o šestih različnih pomembnih matematičnih temah: znanosti o težah, razprave algorismi o praktični aritmetiki, čisti aritmetiki, algebri, geometriji in stereografski projekciji. Več teh razprav obstaja v različnih različicah ali pa so jih v srednjem veku predelali. O njem osebno ne vemo nič, razen približni datum njegovega dela.
1. 1 2 3 4  MacTutor History of Mathematics archive — 1994.